# Damon Runyon
Damon Runyon właśc. Alfred Damon Runyan (ur. 4 października 1884 w Manhattan, Kansas, zm. 10 grudnia 1946 w Nowym Jorku), amerykański dziennikarz i pisarz.
Dorastał w Pueblo w stanie Kolorado. W młodym wieku zaciągnął się do wojska, służył na Filipinach. Po powrocie do ojczyzny pracował jako reporter. Na dłużej zatrudnił się w Denver Post. W 1910 przeniósł się do Nowego Jorku. W tym czasie zrezygnował z podpisywania się dwoma imionami. Relacjonował wydarzenia sportowe: baseballowe spotkania New York Giants oraz profesjonalne walki bokserskie.
Zajmował się także innymi dziedzinami dziennikarstwa. Był korespondentem w czasie rewolucji meksykańskiej. Publikował krótkie opowiadania i eseje. Znał wielu nowojorskich gangsterów - co wywarło wpływ na jego twórczość, z niektórymi się przyjaźnił. Zmarł na raka gardła. 
Runyonowi popularność przyniósł cykl humorystycznych opowiadań o nowojorskim półświatku w czasach prohibicji. Ich bohaterami są gangsterzy o zwariowanych przezwiskach, takich jak Harry Koń czy Buki Bob. W nowelach wykorzystywał - wymyślony w znacznej mierze przez siebie - język półświatka. W Polsce ukazał się wybór 15 opowiadań nowojorskich.
Jego utwory były wielokrotnie ekranizowane. Najsłynniejszym dziełem zrealizowanym na podstawie prozy Runyona jest musical Guys and Dolls.